# 2. deild Wysp Owczych (1998)
W roku 1998 odbyła się 55. edycja 2. deild Wysp Owczych – drugiej ligi piłki nożnej Wysp Owczych. W rozgrywkach brało udział 10 klubów z całego archipelagu. Klub z pierwszego miejsca awansował do 1. deild, a w tym sezonie był to B71 Sandoy. Kolejny klub uzyskał prawo do gry w barażach, które LÍF Leirvík przegrał z FS Vágar i pozostał w drugiej lidze ligi. Drużyna z ostatniego miejsca (B36 II Tórshavn) automatycznie spadała do ligi trzeciej, zaś przedostatnia rozgrywała baraż, który EB/Streymur wygrał z klubem B68 II Toftir i pozostała w drugiej lidze.

## Uczestnicy
| Uczestnicy 2. deild Wysp Owczych 1997                                                                         | Uczestnicy 2. deild Wysp Owczych 1997 | Uczestnicy 2. deild Wysp Owczych 1997 | Uczestnicy 2. deild Wysp Owczych 1997 |
| --- | ------------------------------------- | ------------------------------------- | ------------------------------------- |
| B36II | B36 II Tórshavn                       | 2                                     |                                       |
| Royn | Royn Hvalba                           | 4                                     |                                       |
| HBII | HB II Tórshavn                        | 5                                     |                                       |
| KÍII | KÍ II Klaksvík                        | 6                                     |                                       |
| LÍF | LÍF Leirvík                           | 7                                     |                                       |
| EBS | EB/Streymur                           | 8                                     |                                       |
| Spadek z 1. deild Wysp Owczych 1997                                                                           |                                       |                                       |                                       |
| FSV | FS Vágar                              | 9                                     |                                       |
| B71 | B71 Sandoy                            | 10                                    |                                       |
| Awans z 3. deild Wysp Owczych 1997                                                                            |                                       |                                       |                                       |
| GÍ II | GÍ II Gøta                            | 1                                     |                                       |
| NSÍII | NSÍ II Runavík                        | 2                                     |                                       |
| Oznaczenia: - kolumna pierwsza – skróty nazw drużyn, - kolumna trzecia – miejsce zajęte w poprzednim sezonie. |                                       |                                       |                                       |

## Tabela ligowa
| Lp. | Drużyna             | M  | Z  | R | P  | Bramki | Bramki | Różn. | Pkt | Uwagi              |
| --- | ------------------- | -- | -- | - | -- | ------ | ------ | ----- | --- | ------------------ |
| 1   | B71 Sandoy (M) (A)  | 18 | 13 | 2 | 3  | 42     | 19     | +23   | 41  | Awans do 1. deild  |
| 2   | LÍF Leirvík         | 18 | 10 | 3 | 5  | 38     | 21     | +17   | 33  | Baraże o 1. deild  |
| 3   | FS Vágar            | 18 | 8  | 5 | 5  | 37     | 30     | +7    | 29  |                    |
| 4   | Royn Hvalba         | 18 | 9  | 2 | 7  | 33     | 34     | −1    | 29  |                    |
| 5   | KÍ II Klaksvík      | 18 | 8  | 2 | 8  | 33     | 38     | −5    | 26  |                    |
| 6   | GÍ II Gøta          | 18 | 8  | 1 | 9  | 36     | 28     | +8    | 25  |                    |
| 7   | HB II Tórshavn      | 18 | 6  | 2 | 10 | 27     | 37     | −10   | 20  |                    |
| 8   | NSÍ II Runavík      | 18 | 6  | 2 | 10 | 23     | 33     | −10   | 20  |                    |
| 9   | EB/Streymur         | 18 | 6  | 2 | 10 | 26     | 40     | −14   | 20  | Baraże o 2. deild  |
| 10  | B36 II Tórshavn (S) | 18 | 5  | 1 | 12 | 31     | 46     | −15   | 16  | Spadek do 3. deild |

### Baraże o 2. deild
| Drużyna 1                            | Wynik dwumeczu | Drużyna 2   | Pierwszy mecz | Drugi mecz |
| ------------------------------------ | -------------- | ----------- | ------------- | ---------- |
| B68 II Toftir                        | 0-6            | EB/Streymur | 0:2           | 0:4        |
| Po lewej gospodarz pierwszego meczu. |                |             |               |            |

| 3 października 1998                                             | B68 II Toftir                            | 0:2   | EB/Streymur                                       |                                                          |
|                                                                 |                                          | (0:1) | 18' Dánjal Magnussen · 90' (k.) Halldórur Joensen | Svangaskarð, Toftir Sędzia: Jonhard Hansen (NSÍ Runavík) |
| Mannbjørn Nesá 7' · Hans Erik Danielsen 34' · Heri Jacobsen 90' | 27' Knút Vesturtún · 60' Sonni Samuelsen | (0:1) |                                                   | Svangaskarð, Toftir Sędzia: Jonhard Hansen (NSÍ Runavík) |

| 10 października 1998 | EB/Streymur                                              | 4:0   | B68 II Toftir |                                                      |
|                      | Dánjal J. Magnussen 59', 67', 90' · Johnny Samuelsen 86' | (0:0) |               | á Mølini, Eiði Sędzia: Arni Gunnarsson (HB Tórshavn) |

EB/Streymur w wyniku meczów barażowych pozostał w drugiej lidze.